# Cerotelium asari
Cerotelium asari är en svampart som beskrevs av S. Kaneko, Katum. & Hirats. 1984. Cerotelium asari ingår i släktet Cerotelium och familjen Phakopsoraceae.   Inga underarter finns listade i Catalogue of Life.